# María Peraza
 María Alejandra Peraza Romero (Barquisimeto, 17 de enero de 1994) es una futbolista venezolana que juega como defensa central en el Santos laguna . Es miembro de la selección femenina de Venezuela.

## Selección nacional
Peraza representó a Venezuela en el Campeonato Sudamericano Sub-20 Femenino 2014. En la categoría absoluta, disputó la Copa América Femenina 2014.

## Clubes
| Club              | País      | Año           |
| ----------------- | --------- | ------------- |
| Caracas FC        | Venezuela | 2015          |
| Rocafuerte        | Ecuador   | 2015          |
| Espuce            | Ecuador   | 2016          |
| LDU Quito         | Ecuador   | 2016          |
| Santa Fe          | Colombia  | 2017 - 2018   |
| Millonarios       | Colombia  | 2019 - 2020   |
| Atlético Nacional | Colombia  | 2021          |
| Deportivo Cali    | Colombia  | 2021          |
| Atlético Nacional | Colombia  | 2022          |
| Cruz Azul         | México    | 2022 - 2024   |
| Santos            | México    | 2024 - actual |